# 白斑蝇犬
白斑蝇犬（学名：Pellenes albomaculatus）为跳蛛科蝇犬属的动物。在中国大陆，分布于甘肃、新疆等地。